# Вишневский, Анатолий Петрович
Анатолий Петрович Вишневский (1924—1944) — младший лейтенант Рабоче-крестьянской Красной Армии, участник Великой Отечественной войны, Герой Советского Союза (1945).

## Биография
Анатолий Вишневецкий родился в декабре 1924 года в Харькове в рабочей семье. Окончил 8 классов харьковской школы № 54, затем учился в ремесленном училище при заводе имени Шевченко. В 1941 году Вишневский был эвакуирован в Алма-Ату, где работал токарем на заводе. В 1942 году он был призван на службу в Рабоче-крестьянскую Красную Армию. С августа 1943 года — на фронтах Великой Отечественной войны. Участвовал в освобождении Украинской ССР, битве за Днепр, Кировоградской, Корсунь-Шевченковской, Уманско-Ботошанской, Ясско-Кишинёвской операциях. К октябрю 1944 года гвардии младший лейтенант Анатолий Вишневский был комсоргом батальона 307-го гвардейского стрелкового полка 110-й гвардейской стрелковой дивизии 53-й армии 2-го Украинского фронта. Отличился во время Дебреценской операции.
14 октября 1944 года на позиции батальона Вишневского немецкие войска предприняли ожесточённую контратаку крупных пехотных сил при поддержке 18 танков. В бою Вишневский заменил собой получившего ранение пулемётчика, лично уничтожив около взвода солдат и офицеров противника. 28 ноября 1944 года в ходе боя за село Андорнактайя на подступах к городу Эгер, когда командира батальона был убит, а его заместитель получил тяжёлое ранение, Вишневский поднял бойцов в атаку и первым ворвался во вражескую траншею. В рукопашной схватке он уничтожил 3 солдата противника. Когда на окраине села подразделение было атаковано бронетранспортёром, Вишневский вместе с одним из бойцов подполз к нему и уничтожил гранатами. Когда в самом селе атака батальона была остановлена пулемётным огнём из одного из подвалов, Вишневский подполз к нему и бросил гранату. В этот момент он был смертельно ранен в грудь, но перед смертью бросил ещё одну гранату, уничтожив пулемёт. Похоронен в Эгере.
Указом Президиума Верховного Совета СССР от 28 апреля 1945 года за «мужество, отвагу и героизм, проявленные в борьбе с немецкими захватчиками» гвардии младший лейтенант Анатолий Вишневский посмертно был удостоен высокого звания Героя Советского Союза. Также был награждён орденами Ленина и Красной Звезды, а также медалью «За отвагу». В честь Вишневского названа школа № 54 в Харькове.